# Paul Buisson
Pour les articles homonymes, voir Buisson.
Paul Buisson est un acteur et animateur de télévision québécois né le 21 juin 1963 à Laval et mort le 19 avril 2005 à Saint-Eustache.

## Biographie
Dès son enfance, il est passionné par le sport et le rock. Il commence à travailler comme cadreur à la station de télévision RDS (Réseau des sports) dès son ouverture  en 1989. Sa carrière de comédien et d'animateur prend son envol lorsque le 9 novembre 1996, il enregistre des images exclusives d'une violente altercation entre Mario Tremblay, alors entraîneur-chef des Canadiens de Montréal, et Donald Brashear, lors d'un entraînement de l'équipe à Denver. Cette dispute avait alors mené au transfert de Brashear.
Grâce à sa notoriété acquise, le chroniqueur et auteur Réjean Tremblay remarque ce colosse de 1,98 m et il fait ses débuts à la télévision en 1998 dans la télésérie Réseaux à Radio-Canada. Il devient présentateur sportif au Réseau des sports en 1999 lorsque l'on lui confie l'animation de la populaire émission hebdomadaire Hors-jeu, qui présente la vie intime des sportifs professionnels et nous fait découvrir les coulisses entourant l'univers du hockey professionnel de la Ligue nationale de hockey (LNH). Il joue également dans le film à succès les Boys 2 de Louis Saïa en 1998 et dans le film Station Nord de Jean-Claude Lord en 2002 ainsi que dans les téléséries sportives Lance et compte : Nouvelle génération en 2002 et Lance et compte : La reconquête en 2004.
Il met aussi sur pied la Fondation Paul-Buisson, qui vient en aide à William, un enfant de deux ans qui souffre du syndrome polymalformatif.
En 2004-2005, il devient porte-parole de la chaîne de restauration rapide Valentine et fait quelques publicités cocasses.

## Décès
Le mardi 19 avril 2005 au matin, il meurt subitement d'un arrêt cardiaque à la suite d'une dépression respiratoire à l'âge de 41 ans.
En 2006, presque un an après sa mort, le rapport du coroner faisant la lumière sur les causes de son décès révèle qu'il est décédé d'une surdose de médicaments. Le rapport révèle également qu'il souffrait, à son insu, d'apnée du sommeil dû à son obésité et que son système respiratoire ne pouvait supporter les effets du traitement analgésique composé de puissants narcotiques qu'on lui avait prescrit pour calmer une colique néphrétique (douleur aiguë aux reins située dans la région de l'abdomen). Il avait été admis d'urgence à l'hôpital de Saint-Eustache afin de se faire soigner pour des calculs rénaux,.